# Agriophara curta
Agriophara curta es una especie de polilla del género Agriophara, familia Depressariidae.
Fue descrita científicamente por Lucas en 1900.